# Franz Valentin Krug
Franz Valentin Krug (* 24. Dezember 1904 in Würzburg; † 11. Dezember 1993 in Bad Kissingen) war ein Seelsorger, Widerstandskämpfer, Dichter und Künstler.

## Leben
Franz Krug war Sohn des  Bundesbahnoberinspektors Franz Krug und der Eva Wehner. Der Besuch der Oberrealschule in Würzburg zeichnete zunächst einen technisch-naturwissenschaftlichen Lebensweg vor. Doch der frühe Eintritt in die Jugendbewegung Bund Neudeutschland, der Deutschtum und Katholizismus in der studierenden Jugend miteinander verband, führte ihn zielstrebig zum Priestertum. Am 16. März 1930 wurde er in Würzburg zum Priester geweiht. Josef Stangl, der spätere Würzburger Bischof, war sein Kursgenosse. Seine erste Kaplanstelle trat er am 1. April 1930 in der unterfränkischen Gemeinde Fellen an. Bereits 14 Monate später wechselte er am 1. Juni 1931 nach Zeil am Main und am 1. Mai 1933 nach Schweinheim bei Aschaffenburg. Für den jungen Kaplan war Schweinheim so etwas wie die erste Liebe. Der dortige Pfarrer Umenhof, ein geistreiches Original, hat ihn offensichtlich tief geprägt. Hier kam er auch erstmals in Berührung mit der erst 1929 gegründeten Deutschen Pfadfinderschaft Sankt Georg. Diese Verbindung von Katholizismus und der Idee von Robert Baden-Powell faszinierte ihn so sehr, dass sie ihn sein ganzes Leben nicht mehr losließ. Vom 19. Oktober 1938 bis zum 28. Februar 1973 war er Pfarrer in der unterfränkischen Gemeinde Dorfprozelten, bevor er am 1. März 1973 als Wallfahrtsseelsorger in Rengersbrunn in den Ruhestand versetzt wurde. Am 1. November 1977 erhielt er schließlich ein Benefiziat in Bad Kissingen und war dort noch bis zu seinem Tode Mitarbeiter in der Seelsorge. In der Gemeinde Dorfprozelten hielt es ihn fast 35 Jahre, und das obwohl er von verschiedenen Seiten gewarnt wurde. Dorfprozelten sei eine äußerst schwierige Gemeinde mit sehr schwierigen Menschen und großen sozialen Spannungen: Schiffer, Waldarbeiter, Sozis und Kommunisten. Er kam trotzdem und hat es nie bereut. Bei seinem goldenen Priesterjubiläum, das er in Dorfprozelten feierte, sagte er: „Hier habe ich meine irdische Heimat gefunden.“

## Franz Krug im Dritten Reich
Das Tausendjährige Reich war noch keine zwölf Wochen alt und zeigte schon sein wahres Gesicht. Das Ermächtigungsgesetz war erlassen und wurde von allen Parteien, mit Ausnahme der SPD, gebilligt. Auch der politische Katholizismus, namentlich die Zentrumspartei, waren am Ende. Während noch ein Konkordat zwischen Hitler und dem Vatikan abgeschlossen wurde und einige Bischöfe noch mit dem Regime sympathisierten, mussten die Seelsorger vor Ort schon sehr bald spüren, woher der Wind wehte.
Der junge Kaplan Franz Krug war wohl einer der ersten Priester, die sich mit den Nazis anlegten. Schweinheim war bei der Reichstagswahl 1933 im Landkreis Aschaffenburg die Gemeinde, in der die Braunen prozentual die meisten Stimmen erhielten. Bereits 1934 schickte der Schulleiter Alfons Friedrich einen ersten schriftlichen Bericht „über eine Predigt des Krug“ an die Kreisleitung in Würzburg. Im Januar 1936 berichtet Friedrich der Polizei, dass „aus fast jeder Predigt, die Krug hält, zu bemerken ist, das diese gegen den Staat gerichtet ist“. Auch den „Deutschen Gruß“ erwidere er nie. Der Schulleiter und der Bürgermeister und Ortsgruppenleiter, welche nun die „Predigten überwachten“, bemerkten jedoch auch schnell das diplomatische Geschick ihres Kaplans: „Er weiß sich immer so auszudrücken, dass man nicht gegen ihn einschreiten kann“. Bürgermeister Schebler beschwerte sich auch, dass Krug „Einladungen zu vaterländischen Veranstaltungen durch Nichterscheinen beantwortet“. Nachdem weitere ähnlich gelagerte Beschwerden über den Kaplan bei der Kreisleitung eingegangen waren, schreibt der SS-Obersturmführer Josef Gerum (* 1888), ein Mitarbeiter des SD und 1934–1937 Leiter der Gestapo in Würzburg, „Ich ersuche gegen Krug mit allen Mitteln vorzugehen…“. Franz Krug wird zu Vernehmung vorgeladen. Aber bis auf die Feststellung, dass Krug „den Religionsunterricht und die Kanzel missbraucht um seine Gegnerschaft zum Nationalsozialismus zu offenbaren“, konnte oder wollte man nichts unternehmen. Immerhin wurden jetzt im Hintergrund Maßnahmen ergriffen, um den „Hetzkaplan“ strafzuversetzen. Krug, der davon nichts ahnte, bewarb sich 1938 freiwillig um die Gemeinde Dorfprozelten.
Wer jetzt allerdings dachte, die Wogen seien damit geglättet, sah sich getäuscht. Der „rebellische Priester“ hielt auch von seiner neuen Gemeinde aus Kreisleitung und Gestapo in Trab und sorgte dafür, dass noch viele Aktenseiten über ihn angelegt wurden.
Das Dritte Reich ging für Pfarrer Krug mit einem großen Knall zu Ende. Vom Karfreitag 1945 auf den Karsamstag wurde Dorfprozelten von amerikanischer Artillerie beschossen. Eine Granate traf die Kirchenmauer und beschädigte auch die bunten Glasfenster der Kirche.

## Franz Krug als Künstler
Franz Krug war auch als Künstler und Dichter sehr aktiv. Er fertigte unzählige Linolschnitte, meist mit christlichen, aber auch mit fränkisch-heimatlichen Motiven.
Auch hinterließ er bei seinem Tod 75 Gedichtbände (dicke und dünne), welche er angelegt und verfasst hatte. Die Daten zeigen, dass er zeitlebens dichtete und in gewissen Phasen seines Lebens ungemein produktiv war.

## Auszeichnungen
- 1972: Ehrenbürger der Gemeinde Dorfprozelten
- Die Stadt Aschaffenburg und die Gemeinde Dorfprozelten nennen jeweils eine Straße nach Pfarrer Franz Krug.